# Scapania contorta
Scapania contorta là một loài rêu tản trong họ Scapaniaceae. Loài này được Mitt. miêu tả khoa học lần đầu tiên năm 1860.